# Hypogastrura litoralis
Hypogastrura litoralis är en urinsektsart som först beskrevs av Linnaniemi 1909.  Hypogastrura litoralis ingår i släktet Hypogastrura och familjen Hypogastruridae. Arten är reproducerande i Sverige. Inga underarter finns listade i Catalogue of Life.